# Heřmanův Městec
Heřmanův Městec este o arie protejată (arie specială de conservare — SAC, sit de importanță comunitară — SCI) din Republica Cehă întinsă pe o suprafață de 62,58 ha, integral pe uscat.

## Localizare
Centrul sitului Heřmanův Městec este situat la coordonatele 49°56′39″N 15°40′15″E / 49.944167°N 15.670833°E.

## Înființare
Situl Heřmanův Městec a fost declarat sit de importanță comunitară în aprilie 2005 pentru a proteja 1 specie de animale. Situl a fost protejat și ca arie specială de conservare în ianuarie 2014.

## Biodiversitate
Situată în ecoregiunea continentală, aria protejată nu include niciun habitat protejat.
La baza desemnării sitului se află o specie protejată de  nevertebrate: Osmoderma eremita.